# Бабин (Чернівецький район)
Ба́бин — село в Україні, у Веренчанській сільській громаді Чернівецького району Чернівецької області.

## Географія
За північною околицею села, на безіменному струмку, який впадає в Дністер, розташований водоспад Бабин (2.5 м) і Дністровський орнітологічний заказник.

## Історія
З 24 серпня 1991 року Бабин у складі незалежної України.
12 червня 2020 року, в ході децентралізації, село увійшло до Веренчанської сільської громади.
17 липня 2020 року, в результаті адміністративно-територіальної реформи та ліквідації Заставнівського району, село увійшло до складу Чернівецького району.

## Населення
За переписом 1900 року було 2092 га угідь (з них 2011 га оподатковуваних: 1824 га ріллі, 7,72 га лук, 26 га садів, 106 пасовищ і 47 га лісу). Селяни мали 1028 га землі, а до панського двору (фільварку) належало 1064 га землі. В селі було 302 будинки, проживало 1448 осіб (15 католиків, 1345 православних і 88 юдеїв; 1360 українців і 88 євреїв, записаних німцями), були 91 кінь, 229 голів великої рогатої худоби, 490 овець і 206 свиней. А на землях фільварку були 53 будинки, проживало 322 мешканці (120 католиків, 66 православних і 136 юдеїв; 169 українців, 140 німців, 1 румун і 12 — інших національностей), було 89 коней, 200 голів великої рогатої худоби і 89 свиней.
Згідно з переписом УРСР 1989 року чисельність наявного населення села становила 663 особи, з яких 275 чоловіків та 388 жінок.
За переписом населення України 2001 року в селі мешкали 582 особи.

### Перепис населення Румунії 1930
Національний склад населення за даними перепису 1930 року у Румунії:
| Національність | Кількість осіб | Відсоток |
| -------------- | -------------- | -------- |
| українці       | 1451           | 90,46 %  |
| румуни         | 81             | 5,05 %   |
| євреї          | 64             | 3,99 %   |
| росіяни        | 3              | 0,19 %   |
| німці          | 2              | 0,12 %   |
| поляки         | 2              | 0,12 %   |
| угорці         | 1              | 0,06 %   |

Мовний склад населення за даними перепису 1930 року:
| Мова       | Кількість осіб | Відсоток |
| ---------- | -------------- | -------- |
| українська | 1519           | 94,70 %  |
| їдиш       | 64             | 3,99 %   |
| румунська  | 12             | 0,75 %   |
| німецька   | 3              | 0,19 %   |
| російська  | 3              | 0,19 %   |
| польська   | 2              | 0,12 %   |
| угорська   | 1              | 0,06 %   |

### Мова
Розподіл населення за рідною мовою за даними перепису 2001 року:
| Мова       | Відсоток |
| ---------- | -------- |
| українська | 99,83 %  |
| російська  | 0,17 %   |

## Уродженці села
- Антін Лукашевич (Антон фон Лукашевич) — український політик Буковини, посол Рейхсрату (австрійського парламенту), член Української національної ради, депутат румунського парламенту та сенату.
- Бальон Ярослав Григорович (17 серпня 1938) — доктор хімічних наук, лауреат Державної премії УРСР у галузі науки і техніки. Закінчив Чернівецький держуніверситет.